# Philinoglossa helgolandica
Philinoglossa helgolandica är en snäckart som beskrevs av Hertling 1932. Philinoglossa helgolandica ingår i släktet Philinoglossa och familjen Philinoglossidae. Inga underarter finns listade i Catalogue of Life.